# Roede der Dertien Parochieën

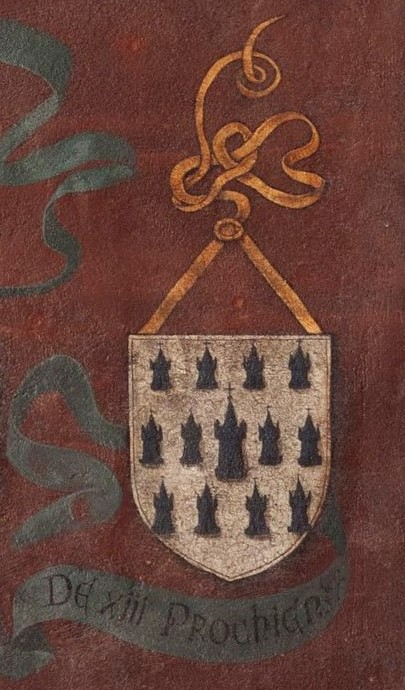

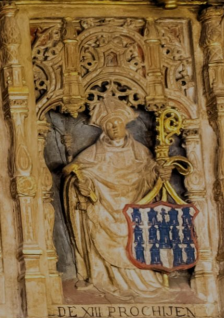

De Roede der Dertien Parochieën was een van de vijf roedes (= kantons) van de kasselrij Kortrijk tijdens het ancien régime. 

## Werking
De roede der Dertien Parochieën had geen hoofdplaats. Voor de algemene vergaderingen stuurde de kasselrij Kortrijk twee afgevaardigden. Deze moesten stemmen zonder het advies van de parochies in te winnen. Op de algemene vergadering van de kasselrij had iedere roede, hoogpointer en vrijschepene één stem. De twaalf leden namen beslissingen bij meerderheid van stemmen. Een gelijkheid van stemmen was ook een goedkeuring.

## Gebied
Onder de roede der Dertien Parochieën ressorteerden:
- Aalbeke
- Bellgem
- Dottenijs
- Herzeew
- Kooigem
- Kortrijk-buiten
- Lauwe
- Luigne
- Marke
- Moeskroen
- Rekkem
- Rollegem
- Spiere